# Pepea
Pepea (auch: Beabea, Peapea) ist ein winziges Eiland im Süden von Haʻapai im Pazifik. Sie gehört politisch zum Königreich Tonga.

## Geografie
Das Motu liegt im Gebiet von Lulunga auf einer Linie zwischen ʻOʻua und Fakahiku im Osten und Nukulai im Westen.

## Klima
Das Klima ist tropisch heiß, wird jedoch von ständig wehenden Winden gemäßigt. Ebenso wie die anderen Inseln der Haʻapai-Gruppe wird Pepea gelegentlich von Zyklonen heimgesucht.